# Die Pfefferkörner und der Schatz der Tiefsee
Die Pfefferkörner und der Schatz der Tiefsee ist der zweite Kinofilm der seit 1999 laufenden Kinderserie Die Pfefferkörner. Der Film wurde am 21. September 2020 als Festivalpremiere auf dem Kinderfilmfestival Goldener Spatz gezeigt und als bester Langfilm ausgezeichnet. Er lief am 30. September 2021 in den Kinos an.
Zum ersten Mal im Fernsehen wurde der Film am 10. Dezember 2022 im Ersten gezeigt.

## Handlung
Während der Sommerferien besucht die 12-jährige Alice ihren Freund Tarun in Nordirland. Nachdem Taruns Mutter, die Hamburger Meeresforscherin Jaswinder, auf ihrer Forschungsstation überfallen wird, verhält sie sich ihrem Sohn gegenüber immer verschlossener. Jaswinder führt ihr Forschungsprojekt an der mecklenburgischen Küste weiter, wo sie sich mit dem Müllunternehmer Robert Fleckmann anlegt. Dieser entsorgt offenbar seinen Müll kostengünstig im Meer, um einen größeren Profit zu erzielen. Eines Nachts wird Jaswinder entführt.
Alice und Tarun übernehmen den Fall, unterstützt werden sie dabei von den Geschwistern Johnny und Clarissa, die ebenfalls aus Hamburg kommen und in Mecklenburg ihre Sommerferien verbringen. Später stößt auch die gleichaltrige Fischerstochter Hanna hinzu. Diese erschien Alice und Tarun zunächst verdächtig, da die von Taruns Mutter initiierte Einrichtung eines Naturschutzgebietes im Meer ihr unter den finanziell gebeutelten Fischern viele Feinde eingebracht hat. Weitere Unterstützung erhalten sie auch von der exzentrischen Privatdetektivin Gertrud Silber, die mit ihnen auf dem Gelände von Fleckmanns Firma einbricht, um Bilder einer Überwachungskamera, auf welcher der Entführer von Jaswinder abgebildet ist, zu sammeln.
Den Pfefferkörnern wird klar, dass Jaswinder von einem Mitglied ihres eigenen Forschungsteams verraten worden ist, und verdächtigen zunächst deren Kollegin Patrizia. Das Team forschte über Plastikmüll in den Ozeanen und Jaswinder war mit der Verwendung von genmanipulierten Mikroben gegen Plastikmüll ein wichtiger Durchbruch gelungen. Die Forschung ließe sich teuer verkaufen und ist daher auch bei zwielichtigen Kreisen begehrt, weshalb Jaswinder schon vorher nervös war.
Gertrud Silber hat inzwischen die Fotos der Überwachungskamera so gut bearbeiten können, dass der Mitarbeiter Oliver als Entführer identifiziert werden kann. Oliver war frustriert über seine schlechte Bezahlung als Wissenschaftler und entführte Jaswinder im Auftrag von Fleckmann. Oliver kann die Kinder und Patrizia zwar einsperren, wird aber selbst von Fleckmann, der ihn nicht bezahlen will, ebenfalls eingesperrt. Dabei treffen sie auf die gefangen gehaltene Jaswinder. Fleckmann will die Gruppe unauffällig im Meer beseitigen. Clarissa, die als einzige der Pfefferkörner nicht gefangen gehalten wird, bekommt aber noch rechtzeitig Daten zugespielt, die zur Rettung ihrer Freunde und der Festnahme von Fleckmann führen.

## Dreharbeiten
Der Film wurde zwischen dem 9. September 2019 und 5. November 2019 unter anderem in Nordirland, Hamburg und Umgebung, Bremen und Bremerhaven, Ostfriesland, auf Amrum, auf Rügen und in der Nähe von Usedom gedreht.

## Kritiken
Das Lexikon des internationalen Films schrieb: „Die spannende Kombination aus Kinderkrimi und Abenteuerfilm kombiniert auf gefällige Weise Verfolgungsjagden, Recherchen, Rettungsaktionen und eine Prise Humor, zeigt aber auch, wie wichtig echter Teamgeist ist. Im Windschatten jugendorganisierter Umweltbewegungen kritisiert der Film zugleich die Vermüllung der Ozeane, zeigt mit einer cleveren Erfindung aber auch mögliche Lösungswege auf.“

## Nominierungen und Auszeichnungen
- 2020: Goldener Spatz in der Kategorie „Bester Langfilm“[10]

## Vorgänger
Im Jahr 2017 lief der Film Die Pfefferkörner und der Fluch des Schwarzen Königs im Kino und wurde 2019 auf Das Erste als Erstausstrahlung gesendet.